# Syllophopsis hildebrandti
Syllophopsis hildebrandti (лат.) — вид мелких муравьёв рода Syllophopsis (ранее в Monomorium) из подсемейства мирмицин. Эндемик Мадагаскара.

## Этимология
Вид был назван в честь коллектора типовой серии (Hildebrandt).

## Описание
Мелкие муравьи длиной 3—4 мм. Основная окраска желтовато-коричневая. От близких видов отличается следующими признаками: более мелкими глазами; петиолярный узел обычно отчетливо асимметричный или узкий, имеющий тенденцию к клиновидной форме, если узел толстый и прямой, то часто тонко продольно-полосатый, с узко закругленной спинкой и отчетливо покатой под углом 90° задней поверхностью; максимум четыре мандибулярных зубца; промезонотум всегда округлый; переднесрединный край наличника прямой или зубчатый, расширение клипеальных килей обычно образует тупые углы; проподеальный угол часто вооружен короткими зубцами или фланцами; средний размер меньше (длина головы HL 0,44—0,73 мм; ширина головы HW 0,36—0,61 мм). Усики 12-члениковые с 3-члениковой булавой. Усиковые бороздки отсутствуют. Формула щупиков 2,2. Стебелёк между грудью и брюшком состоит из двух члеников: петиолюса и постпетиолюса (последний чётко отделён от брюшка), жало развито. Сходен с видами S. fisheri и S. adiastolon. Вид был впервые описан в 1892 году швейцарским мирмекологом Огюстом Форелем под названием Monomorium minutum r. hildebrandti Forel, 1892, спустя года возведён в ранг отдельного вида и позднее включён в видовую группу hildebrandti group. С 2015 года в составе рода Syllophopsis.

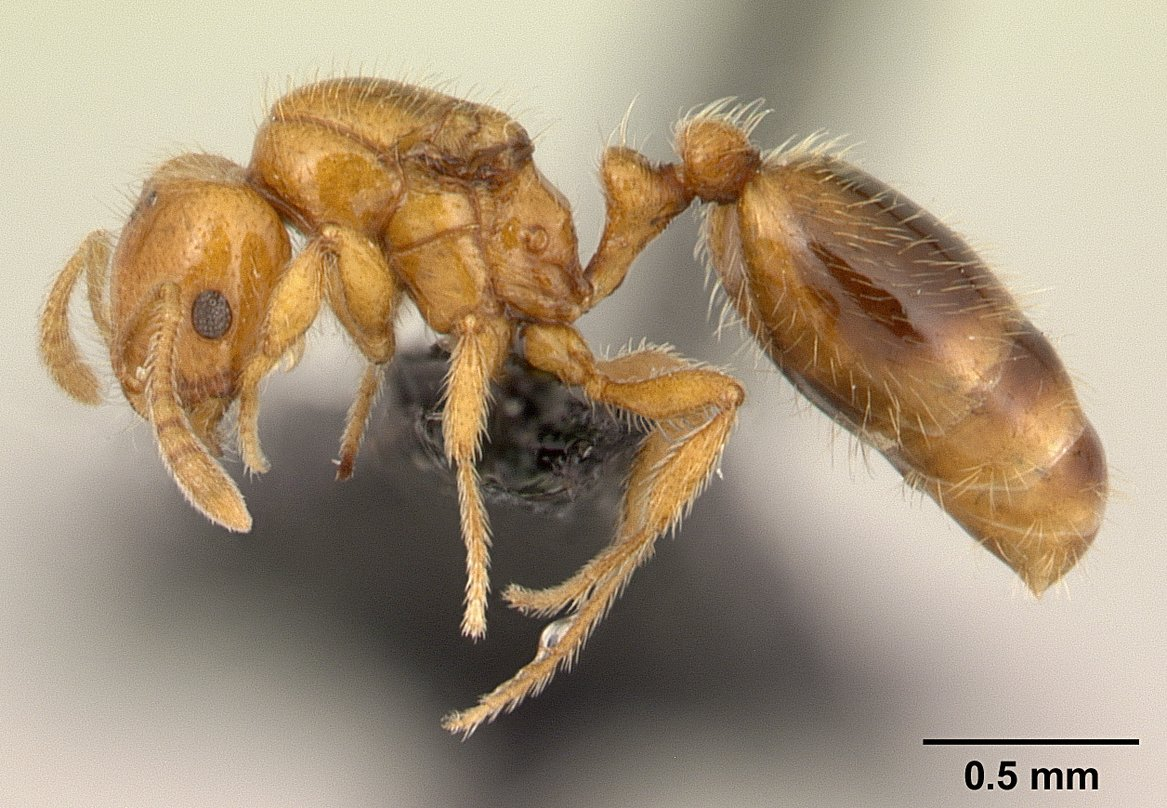
Самка сбоку
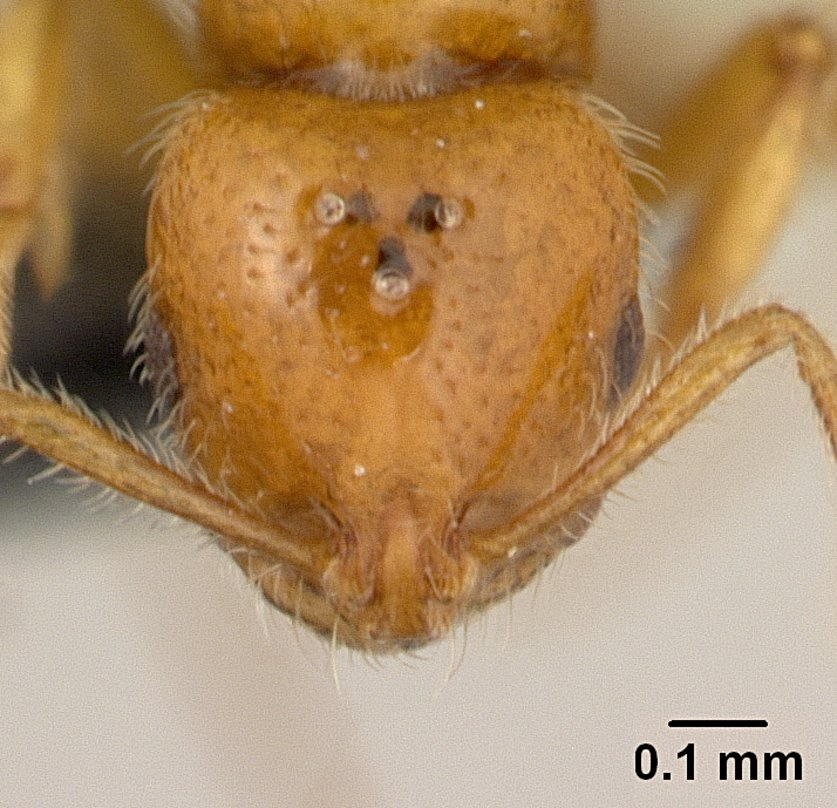
Голова самки
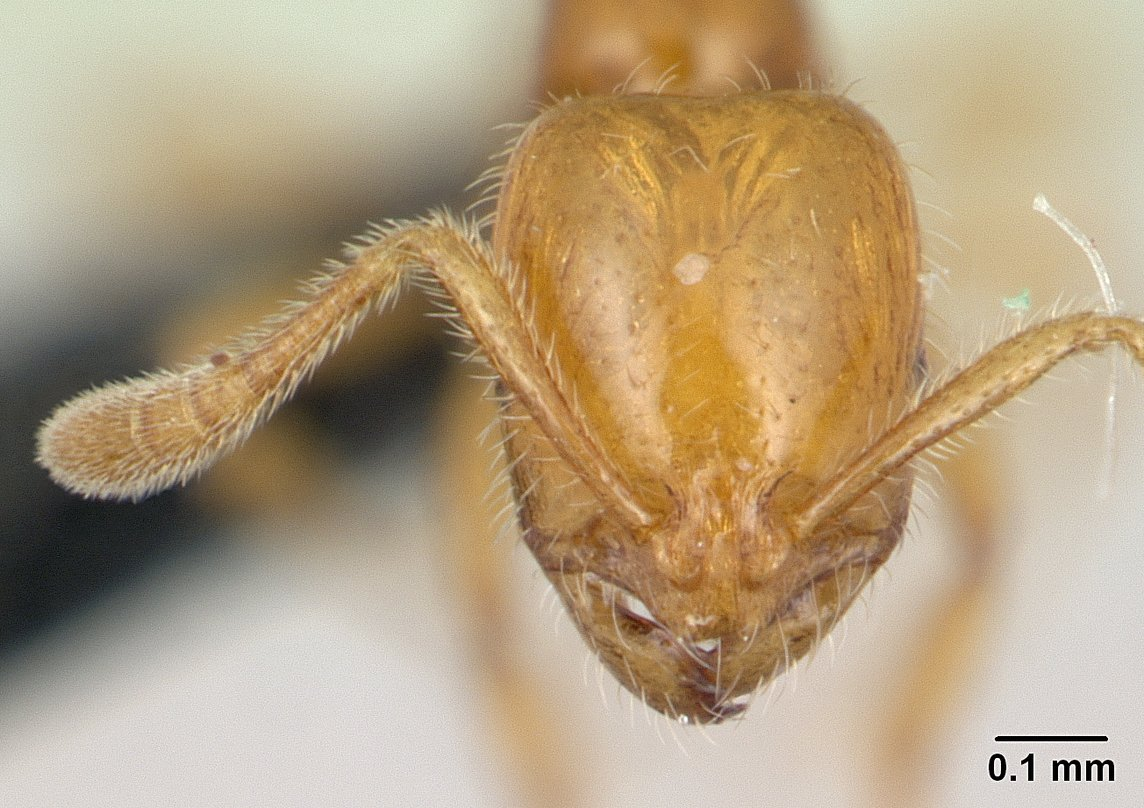
Голова рабочего

## Распространение
Мадагаскар.